# کازنی بوگور
کازنی بوگور (به لاتین: Kazenny Bugor) یک منطقهٔ مسکونی در روسیه است که در استان آستراخان واقع شده‌است.